# Norman von Nida
Norman von Nida OAM (* 14. Februar 1914 in Strathfield, Australien; † 20. Mai 2007 in Gold Coast, Queensland) war ein australischer Golfer.

## Leben
Norman von Nida wurde am 14. Februar 1914 als eines von sieben Kindern im australischen Strathfield geboren. Wenige Jahre nach seiner Geburt zog er mit seiner Familie nach Brisbane, wo er aufwuchs. Mit vierzehn Jahren begann er bereits Golf zu spielen. Als er 1932 mit gerade einmal 18 Jahren die Queensland Amateur Open gewann, wurde er ein Jahr später bereits professioneller Golfspieler. Von Nida wurde zu einem der erfolgreichsten australischen Golfspieler und der erste Australier, der die britische Golftour gewann.

## Karriere
Während des Zweiten Weltkriegs nahm er an keinem Golfturnier mehr teil; erst wieder 1946, als er das erste Mal überhaupt nach Großbritannien reiste. Das Order of Merit konnte er als Zweiter beenden. Ein Jahr später kehrte er zurück und gewann diesmal sieben Turniere in einem Jahr. Die australische PGA Tour ist nach ihm als Von Nida Tour benannt worden.
Für seine Verdienste um den Golfsport wurde er 1985 mit der Medaille des Order of Australia ausgezeichnet. 1991 wurde er in die Sport Australia Hall of Fame aufgenommen.

## Gewonnene Golfturniere
- 1935 Queensland Open
- 1936 Queensland Open
- 1937 Queensland Open
- 1938 Philippine Open
- 1939 Philippine Open, New South Wales Open
- 1940 Queensland Open
- 1946 Australian PGA Championship, New South Wales Open, News Chronicle Tournament (Britain)
- 1947 New South Wales Open, Dunlop Southport Tournament, Star Tournament (Britain), North British Harrogate Tournament, Lotus Tournament (Britain), Penfold Tournament (Britain), Yorkshire Evening News Tournament.
- 1948 British Masters, Spalding Tournament, Lotus Tournament, Daily Mail Tournament, Australian PGA Championship, New South Wales Open
- 1949 Queensland Open
- 1950 Australian Open, Australian PGA Championship
- 1951 Australian PGA Championship, New South Wales PGA
- 1952 Australian Open
- 1953 Australian Open, Queensland Open, New South Wales Open
- 1954 New South Wales Open
- 1961 Queensland Open
- 1965 North Coast Open